# السعيدة (عفرين)
سعيدة  قرية سوريّة تتبع إداريّاً لمحافظة حلب منطقة عفرين ناحية مركز بلبل، بلغ تعداد سكانها 181 نسمة حسب التعداد السكاني لعام 2004.